# Młynary
Młynary é um município da Polônia, na voivodia da Vármia-Masúria e no condado de Elbląg. Estende-se por uma área de 2,76 km², com 1 792 habitantes, segundo os censos de 2017, com uma densidade de 652,9 hab/km².